# Ruby (Míchigan)
Ruby es un lugar designado por el censo ubicado en el condado de St. Clair en el estado estadounidense de Míchigan. En el Censo de 2020 tenía una población de 852 habitantes y una densidad poblacional de 87,56 habitantes por km². Fue incluido como CDP en el censo de 2020. 

## Geografía
Ruby se encuentra ubicado en las coordenadas 43°02′20″N 82°36′40″O / 43.03889, -82.61111. Según la Oficina del Censo de los Estados Unidos,  tiene una superficie total de 9,73 km², de la cual 9,72 km² corresponden a tierra firme y 0,01  km² a agua.